# Type 1 (mitragliatrice pesante)
La Type 1 (一式重機関銃?, Ichi-shiki jū-kikanjū) è stata una mitragliatrice pesante in dotazione all'Esercito imperiale giapponese durante la seconda guerra mondiale a partire dal 1941, versione alleggerita della Type 92. Sparava cartucce calibro 7,7 × 58 mm Arisaka Type 99 con una cadenza di tiro superiore, la canna era rimovibile e il treppiede era più sofisticato. In servizio dal 1941, non si conoscono la produzione né si sa se fu impiegata in modo massiccio durante la seconda guerra mondiale.

## Storia
Le operazioni in Manciuria e Cina nord-orientale intraprese dal 1932 avevano evidenziato più volte che la mitragliatrice pesante Type 92, sebbene valida, presentava un ingombro eccessivo (oltre 50 chili con il treppiede). A partire dal 1940 furono perciò inoltrate specifiche in proposito: il prototipo consegnato nel corso dell'anno era decisamente più leggero della Type 92 e montava una canna quasi identica a quella adoperata sulla mitragliatrice leggera Type 99. Nel 1941 l'arma fu accettata dall'Esercito imperiale e designata "mitragliatrice pesante Tipo 1" (in lingua giapponese Ichi-shiki jū-kikanjū).
Non si hanno notizie sul numero di pezzi prodotti o consegnati, né la ditta o le ditte preposte alla fabbricazione. Tuttavia, è noto che un singolo esemplare fu catturato dalle truppe statunitensi sull'isola di Luzon, Filippine, durante la campagna di riconquista dell'arcipelago.

## Tecnica
La Type 1 era una mitragliatrice pesante di squadra camerata per la sola cartuccia 7,7 × 58 mm Arisaka Type 99 senza collarino (la stessa del fucile d'ordinanza Type 99), a differenza della Type 92 che le accettava assieme alle sue proprie munizioni 7,7 × 58 mm Type 92 con semicollarino. Ciononostante la Type 1 manteneva lo stesso funzionamento del ciclo di fuoco a sottrazione di gas, l'alimentazione con caricatori a nastro metallico da trenta colpi ciascuno e il grilletto "a pulsante" sul lato posteriore del castello, dove erano state incernierate due manopole ripiegabili. Il sistema di calibrazione del gas era una copia di quello adoperato sulla mitragliatrice leggera Type 99; la sicura era sagomata a manovella, s'inseriva nella parte superiore dell'alloggiamento del cane e si controllava mediante una piccola leva sporgente dal lato sinistro posteriore del castello.
Si distingueva invece per modifiche sostanziali alla canna, per le dimensioni e il peso diminuiti. La canna era raffreddata ad aria, ma era stata privata della pesante incamiciatura ad anelli volta a rallentarne il surriscaldamento ed equipaggiata con un vistoso rompifiamma avvitato alla volata: essa, perciò, poteva essere rimossa e sostituita quando troppo calda, ma il procedimento richiedeva circa un minuto a causa del complicato sistema di bloccaggio. La canna della Type 1 era stata ridotta da 721 mm a 589 mm di lunghezza o secondo un'altra fonte da 750 mm a 607 mm, era pesante 6,20 chili e l'anima presentava una rigatura lunga 558 mm, destrorsa e con otto pieni. La minuziosa analisi e l'alleggerimento di tutti i componenti interni si tradusse in un rateo di fuoco teorico maggiore della Type 92 ma, anche, in un surriscaldamento più frequente che sembra sia stata la causa prima dell'adozione di una canna rimovibile. Il portellino di chiusura della finestra d'espulsione, sul lato destro del castello, era stato del pari rivisto e permetteva di intervenire più facilmente in caso d'inceppamento; allo scopo di evitare o ridurre al minimo questo problema era stato mantenuto il piccolo oliatore in corrispondenza della finestra d'alimentazione, di modo che ogni cartuccia veniva lubrificata.
La mitragliatrice da sola pesava 15,25 chili ed era lunga nel complesso 1077 mm (970 mm senza rompifiamma); il treppiede era stato notevolmente alleggerito, passando da più di 27 chili a 16,48 chili, e implementava un nuovo perno regolabile che permetteva un accurato fuoco indiretto. Il peso totale era dunque di 31,73 chili, quasi la metà della Type 92. La mira avveniva sia con mirini metallici aperti, sia con mirini telescopici: l'alzo posteriore era tarato da 100 a 2 200 metri. La cadenza di tiro teorica era stata calcolata in 400-450 colpi al minuto ma nella pratica, dovendo sostituire i nastri usati, scendeva a 200-250 colpi al minuto; i proiettili erano sparati con velocità iniziale di 732 m/s e la massima gittata utile era pari a 1 370 metri. Erano disponibili cartucce con proiettili in piombo ordinari, traccianti e perforanti.